# زنان در نیجریه
اجتماعی زنان در نیجریه با توجه به عوامل مذهبی، فرهنگی و جغرافیایی متفاوت است. با این حال، بسیاری از فرهنگ‌ها در نیجریه، زنان را تنها به عنوان مادر، خواهر، دختر و همسر می‌بینند. برای مثال، زنان در شمال نیجریه بیشتر از زنان در جنوب نیجریه که تمایل بیشتری به مشارکت در زندگی عمومی دارند منزوی هستند. چالش‌های جدید برای زنان نیجریه شامل ازدواج کودکان و ختنه زنان است.

## مشکلات اجتماعی

### ازدواج کودکان
ازدواج کودکان در نیجریه بسیار رایج است، به طوری که ۴۳٪ از دختران قبل از تولد ۱۸ سالگی و ۱۷٪ قبل از رسیدن به ۱۵ سالگی ازدواج می‌کنند. با این حال، به شدت در منطقه متفاوت است. نرخ باروری کل در نیجریه ۵٫۰۷ کودک بر زن است. نرخ بالای باروری نیجریه با مشکلات اجتماعی-اقتصادی و توسعه نیافتگی مرتبط است.

## سیاست

### مشارکت در سیاست
در گزارش جهانی شکاف جنسیتی مجمع جهانی اقتصاد برای سال ۲۰۱۸، نیجریه از نظر شکاف جنسیتی در «توانمندسازی سیاسی» در رتبه ۱۳۹ از مجموع ۱۴۹ کشور قرار گرفت. در طول انتخابات ۲۰۱۵ نیجریه، نیجریه ۲۰ زن از ۳۵۹ زن در مجلس سفلی (۵٫۶٪) و ۷ زن از ۱۰۹ در مجلس علیا (۶٫۴٪) داشت. در انتخابات ۲۰۱۹ نیجریه، ۷٫۳ درصد سنای نیجریه و ۳٫۱ درصد مجلس نمایندگان زن هستند. هیچ فرماندار ایالتی وجود ندارد که زن باشد. هیچ قانونی برای بهبود شکاف جنسیتی اجرا نشده‌است. در سال ۲۰۱۴، مرکز تحقیقات و اسناد مدافعان زنان (WARDC) و صندوق اعتماد زنان نیجریه (NWTF) «منشور تقاضای زنان نیجریه» را ترسیم کردند که خواستار حضور ۳۵٪ از زنان در تمام بخش‌های دولتی بود. موانع مشارکت زنان در سیاست عمدتاً به دلیل نگرش به جنسیت، نگرش منفی نسبت به زنان در رهبری است. به ویژه، نامزدهای زن اغلب از خشونت انتخاباتی، تهدید یا سخنان نفرت رنج می‌برند. احزاب سیاسی زنان را کنار گذاشته‌اند و برای تشویق مشارکت چندانی انجام نمی‌دهند.

## آموزش

### ختنه زنان
بریدن اندام تناسلی زنان که همچنین به عنوان ختنه زنان شناخته می‌شود در نیجریه بخش قابل توجهی از موارد بریدن / ختنه کردن دستگاه تناسلی زنان (FGM/C) را در سراسر جهان تشکیل می‌دهد. این عمل برای دختران و زنان مضر و نقض حقوق بشر تلقی می‌شود. این عمل باعث ناباروری، مرگ مادر، عفونت و از دست دادن لذت جنسی می‌شود.
در سطح ملی، تا سال ۲۰۱۲، ۲۷ درصد از زنان نیجریه ای بین ۱۵ تا ۴۹ سال قربانی ختنه زنان بودند. در ۳۰ سال گذشته، شیوع این عمل در برخی از مناطق نیجریه به نصف کاهش یافته‌است. گزارش شده‌است که حدود یک چهارم زنان نیجریه ای از سال ۲۰۱۳ تاکنون خشونت شریک جنسی (IPV) را تجربه کرده‌اند. مطالعات انجام شده در مورد شیوع IPV در چهار منطقه ژئوپلیتیک نیجریه نشان داد که جنوب شرقی ۷۸٫۸٪، شمال ۴۲٪، جنوب جنوب ۴۱٪، و جنوب غرب ۲۹٪ داشتند.

## چند همسری
۱۲ ایالت از ۳۶ ایالت نیجریه، ازدواج‌های چندهمسری را معادل ازدواج‌های تک همسری می‌شناسند. هر دوازده ایالت تحت قوانین شریعت اسلامی اداره می‌شوند. ایالت‌ها که همگی شمال کشور هستند شامل ایالت‌های بائوچی، بورنو، گومبه، جیگاوا، کادونا، کانو، کاتسینا، کبی، نیجر، سوکوتو، یوبه و زامفارا است که به مرد اجازه می‌دهد بیش از یک زن بگیرد. .
در جاهای دیگر، هم مسیحیان و هم سنت گرایان در اتحادیه‌های چندهمسری توسط قانون عرفی به رسمیت شناخته می‌شود. این اتحادیه‌ها مشروط به عدم وجود ازدواج مدنی قبلی است، زیرا دو همسری از نظر فنی اعمال می‌شود، اما حتی در صورت وجود، مردان به ندرت به دلیل دو همسری در نیجریه تحت پیگرد قانونی قرار می‌گیرند.

## حمایت از زنان
یک جنبش ملی فمینیستی در سال ۱۹۸۲ افتتاح شد، و یک کنفرانس ملی در دانشگاه احمدو بلو برگزار شد. مقالات ارائه شده در آنجا حاکی از آگاهی روزافزون زنان تحصیلکرده دانشگاهی نیجریه است که جایگاه زنان در جامعه نیازمند تلاشی هماهنگ و جایگاهی در دستور کار ملی است. با این حال، درک عمومی بسیار عقب مانده‌است.